# Prova de Fogo (1980)
Prova de Fogo é um filme brasileiro de 1980, do gênero drama, dirigido por Marco Altberg, com trilha musical original de Edu Lobo.
A produção é de Luís Carlos Barreto, Lucy Barreto e Maria da Salete.

## Sinopse
Conta a história de Mauro, imigrante nordestino no Rio de Janeiro, em busca da religiosidade. Nessa busca, conhece um terreiro de umbanda e envolve-se com a mãe-de-santo Sandra.

## Elenco
- Maitê Proença.... Mãe Sandra
- Pedro Paulo Rangel.... Mauro
- Ivan de Almeida.... Pai João
- Lígia Diniz.... Wanda
- Elba Ramalho.... Mãe Lourdes
- Hildegard Angel
- Cláudio Corrêa e Castro
- Xuxa Lopes
- Julciléa Telles
- Helber Rangel
- Roberto de Cleto
- Carlos Wilson
- Luís Antônio
- Telma Reston
- Flávio São Thiago
- Nelson Caruso
- Marta Anderson
- Yara Amaral
- Lícia Magna
- Ricardo Zambelli
- Mário Borges
- Henrique Cuckerman
- Sílvio Correia Lima
- Marie Claude
- Miguel Rosenberg
- Marlene Figueiró
- Fernando Reski
- Joel de Souza
- Marcelo da Costa